# Хебда
Хебда — село в Дагестані, адміністративний центр Шамільського району.

## Географія
Село Хебда розташоване біля підніжжя Богоського хребта на березі річки Аварське Койсу. Населений пункт розташований на висоті 1080 м над рівнем моря. Населення села становить приблизно 1000 осіб. Національний склад — аварці та андійці.

## Клімат
Мінімальна температура — −28 °C, максимальна — +39 °C.

## Історія
Місцевість Хебда отримала свою назву від бідної рослинності цих країв. Заболочені береги річки та літня спека сприяли поширенню малярії.
1909 року в місцевості Хебда були побудовані перші приміщення для поштового зв'язку.
У 1930-х роках були побудовані приміщення для перевалки вантажів, що прямували у Тляр і Цунту, для обслуговування яких поблизу постійно проживали дві-три сім'ї.
До 1950-х років, незважаючи на зручне розташування, місцевість була ворожа для подорожуючих.
Проте, саме зручність розташування сприяло перенесенню в 1960 році районного центру з поселення Кахіб в місцевість Хебда, зручнішу для цілорічного транспортування вантажів і зв'язку.
14 вересня 1960 року село перейменували в Радянське, а район в Радянський.
У 1994 році Указом Президіуму Верховної Ради Республіки Дагестан поселення Радянське знову перейменували в село Хебда, а район у Шамільский.

## Інфраструктура
У селі розташована центральна районна лікарня, поштове відділення, школа, спортивні школи, парк відпочинку, магазини.
Загалом у селі зареєстровано приблизно 47 організацій.